# Francesco Baracca
Francesco Baracca (Lugo di Romagna, Olasz Királyság, , 1888. május 9. – a Montello-hegy környéke, Olaszország, 1918. június 19.) olasz pilóta, az első világháború alatt – 34 igazolt légi győzelemmel – az Olasz Királyság legeredményesebb vadászpilótája.

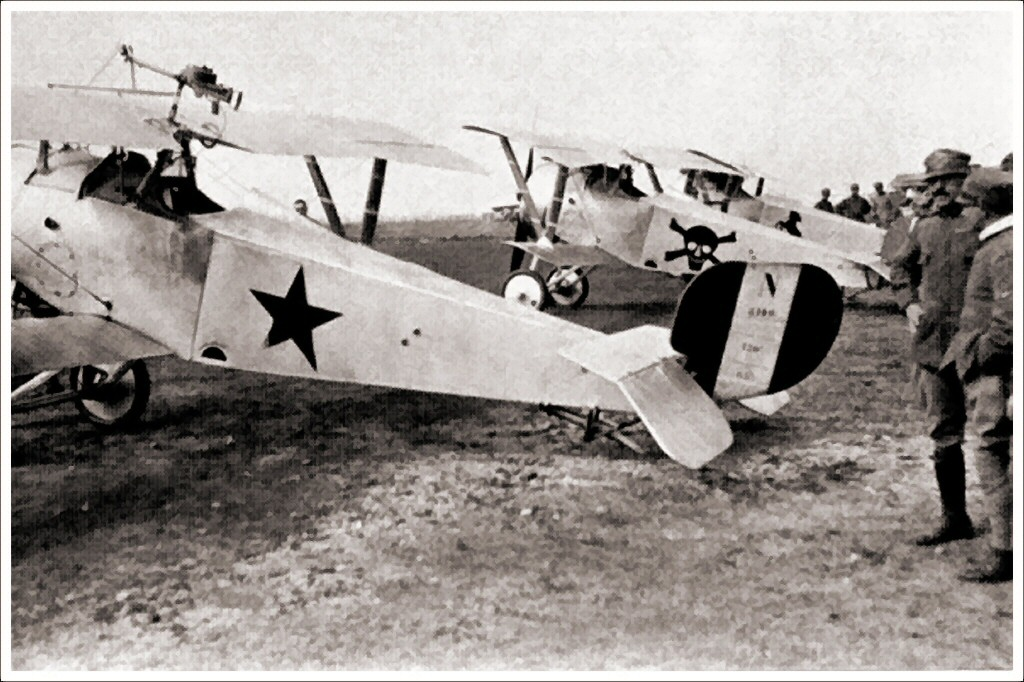
Francesco Baracca gépei. Az első Poli gépe (kék csillag), a második a Fulco Ruffo a (halálfej), és az utolsó a Baracca (fekete ló)

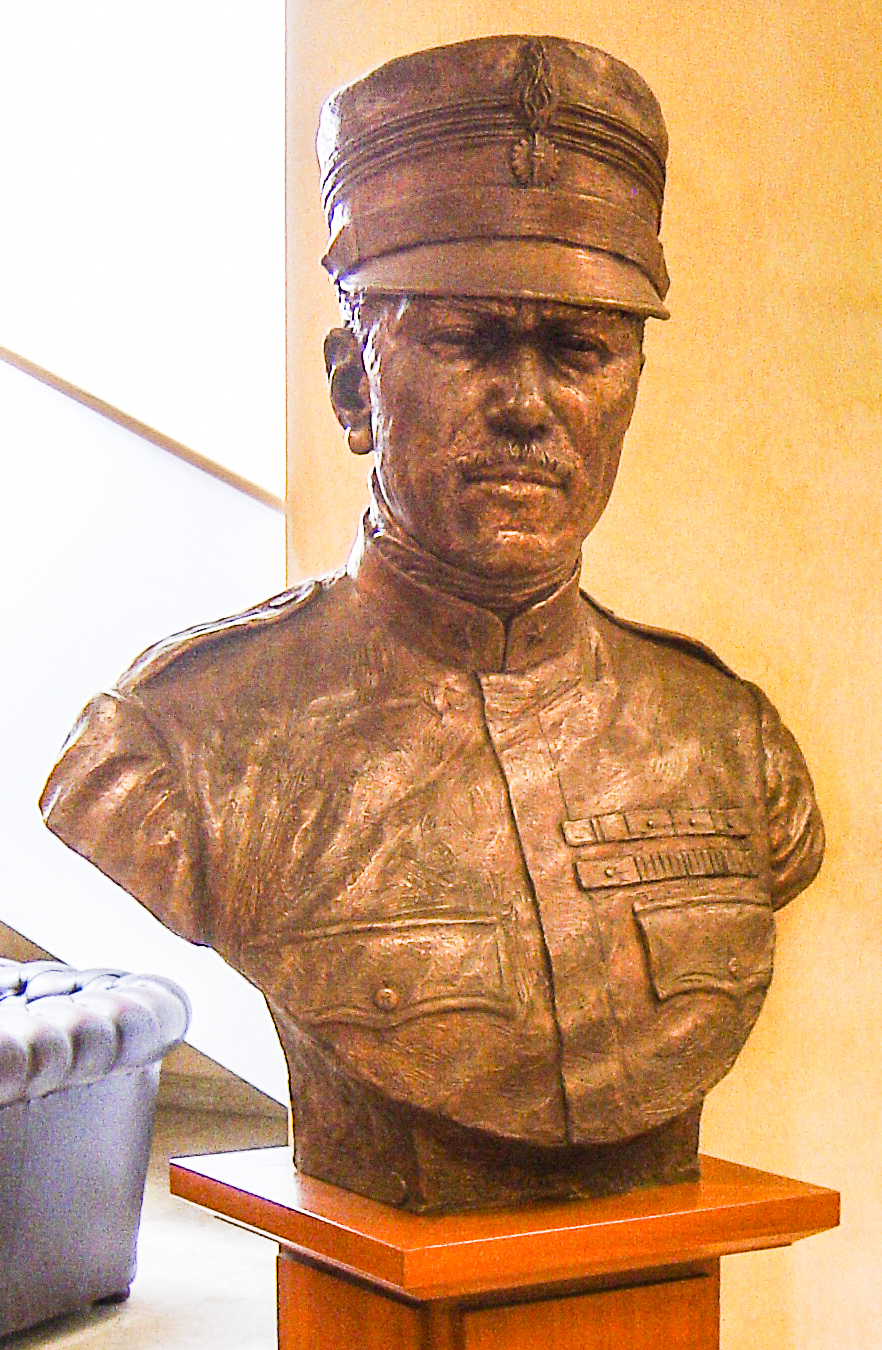
Mellszobra a róla elnevezett római katonai légitámaszponton

## Élete

### Ifjúkora
Baracca gazdag nemesi családba született, 1888-ban. Iskoláit szülőhelyén végezte, majd 1907-ben beiratkozott a Modenai Katonai Akadémiára. 

### Katonai szolgálata
Tanulmányainak elvégzése után egy évvel már tiszt volt a Királyi Piemontei Lovasságánál. 1912-ben néhány társával együtt lehetőséget kapott arra, hogy elsajátítsa a repülést. Ennek értelmében a tiszteket a franciaországi Reims városába vitték, ahol valamennyien sikeres pilótavizsgát tettek. Ezek után Baracca hazatért.
Olaszország 1915-ös hadba lépésekor katonai szolgálatra jelentkezett. Mivel rendelkezett pilótaigazolvánnyal, rögtön az 1. vadászrepülő osztag (Squadriglia 1) pilótájává nevezték ki. A katonai vezetés és vetélytársai már akkor felfigyeltek rá, amikor 1916. április 7-én megszerezte első légi győzelmét, amely egyben az Olasz Királyság első légi győzelme volt. A harmadik légi győzelmének megszerzése után a 70. vadászrepülő osztaghoz küldték. 1916. november 25-én megszerezte ötödik légi győzelmét, így ő lett az Olasz Királyság első ászpilótája. A 70. osztagban még további három légi győzelmet aratott, ezt követően a 91. osztaghoz vezényelték, Guido Tacchini parancsnoksága alá. Itt igazi vetélkedés kezdődött Pier Piccio és Baracca között, ugyanis magasan ők voltak a század legeredményesebb pilótái. Mindketten sorra szerezték újabb és újabb győzelmeiket azonban a versenyt végül Baracca nyerte: 26-ot szerzett, míg Piccio 23-at.
Baracca egyike volt azon kevés olasz vadászrepülőnek, akik ellenséges ászpilótát is lelőttek. Neki kettő is sikerült, ugyanis 11. légi győzelmének megszerzésekor Busa Gyula őrmestert (öt légi győzelem), míg 25. győzelmének megszerzésekor Szepessy-Sokoll Rudolf (öt légi győzelem) hadnagyot lőtte le. Mindketten magyarok voltak.
Francesco Baracca halálának körülményeit máig homály fedi. 1918. június 19-én felszállt, azonban gépét az ellenséges légvédelmi tűz eltalálta, így lezuhant. Holttestét néhány nappal később találták meg kiégett SPAD VII-es repülőgépe közelében. Kezében egy pisztolyt szorongatott, homlokán pedig egy golyó által ütött lyuk volt látható. Fennáll a lehetősége annak, hogy Baracca öngyilkosságot követett el annak érdekében, hogy ne kerülhessen ellenséges fogságba. Azonban az is lehetséges, hogy távolabbról egy egyszerű kézi fegyverrel lelőtték. [forrás?]

### Címere

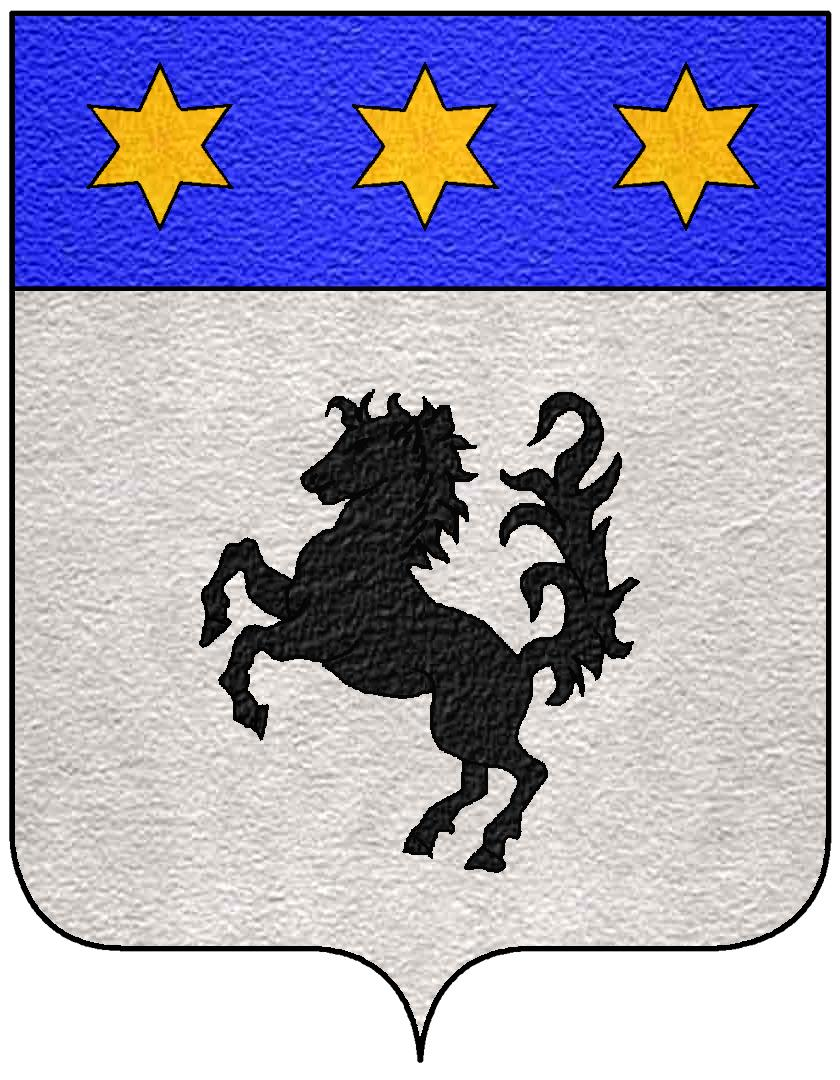

Baracca repülőgépén a családi címerből kiinduló jelet használt, amely egy ágaskodó lovat ábrázol. 
Baracca halála után – állítólag – az édesanyja felajánlotta a jel használatát Enzo Ferrarinak.

### Légi győzelmei
| Sorszám | Dátum                | Egység | Repülőgép   | Ellenfél              |
| ------- | -------------------- | ------ | ----------- | --------------------- |
| 1       | 1916. április 7.     | 1ª     | Nieuport 11 | Hansa-Brandenburg C.I |
| 2       | 1916. május 16.      | 1ª     | ?           | Lohner B.VII          |
| 3       | 1916. augusztus 23.  | 1ª     | ?           | Hansa-Brandenburg C.I |
| 4       | 1916. szeptember 16. | 70ª    | ?           | Lloyd C.II            |
| 5       | 1916. november 25.   | 70ª    | ?           | Hansa-Brandenburg C.I |
| 6       | 1917. január 1.      | 70ª    | ?           | Hansa-Brandenburg C.I |
| 7       | 1917. február 11.    | 70ª    | ?           | Hansa-Brandenburg C.I |
| 8       | 1917. április 26.    | 70ª    | ?           | Hansa-Brandenburg C.I |
| 9       | 1917. május 1.       | 91ª    | ?           | Hansa-Brandenburg C.I |
| 10      | 1917. május 10.      | 91ª    | ?           | Hansa-Brandenburg C.I |
| 11      | 1917. május 13.      | 91ª    | SPAD S.VII  | Hansa-Brandenburg C.I |
| 12      | 1917. május 20.      | 91ª    | ?           | Hansa-Brandenburg C.I |
| 13      | 1917. június 3.      | 91ª    | ?           | Hansa-Brandenburg C.I |
| 14      | 1917. július 7.      | 91ª    | ?           | Hansa-Brandenburg C.I |
| 15      | 1917. július 31.     | 91ª    | ?           | Hansa-Brandenburg C.I |
| 16      | 1917. augusztus 3.   | 91ª    | ?           | Hansa-Brandenburg C.I |
| 17      | 1917. augusztus 19.  | 91ª    | ?           | Hansa-Brandenburg C.I |
| 18      | 1917. szeptember 1.  | 91ª    | ?           | Hansa-Brandenburg C.I |
| 19      | 1917. szeptember 6.  | 91ª    | ?           | Hansa-Brandenburg C.I |
| 20      | 1917. október 22.    | 91ª    | ?           | DFW C.V               |
| 21      | 1917. október 22.    | 91ª    | ?           | DFW C.V               |
| 22      | 1917. október 25.    | 91ª    | ?           | Hansa-Brandenburg C.I |
| 23      | 1917. október 26.    | 91ª    | ?           | DFW C.V               |
| 24      | 1917. október 26.    | 91ª    | ?           | DFW C.V               |
| 25      | 1917. november 6.    | 91ª    | ?           | Albatros D.III        |
| 26      | 1917. november 6.    | 91ª    | ?           | DFW C.V               |
| 27      | 1917. november 7.    | 91ª    | ?           | DFW C.V               |
| 28      | 1917. november 15.   | 91ª    | ?           | DFW C.V               |
| 29      | 1917. november 23.   | 91ª    | ?           | Albatros D.III        |
| 30      | 1917. december 7.    | 91ª    | ?           | Hansa-Brandenburg C.I |
| 31      | 1918. május 3.       | 91ª    | ?           | Hansa-Brandenburg C.I |
| 32      | 1918. május 22.      | 91ª    | ?           | Albatros D.III        |
| 33      | 1918. június 15.     | 91ª    | SPAD S.XIII | Hansa-Brandenburg C.I |
| 34      | 1918. június 15.     | 91ª    | SPAD S.XIII | Albatros D.III        |